# Flash Group
Flash Group est une société égyptienne fondée en 1985, spécialisé dans le transport et les voyages touristiques, éducatifs ou religieux. Le centre de la compagnie est au Caire. Flash Group dispose également d'antennes à Louxor, Assouan, Hurghada, Charm el-Cheikh et Marsa Alam. 
Flash Group possède plusieurs filiales:
- Flash Tour, à l'origine de Flash Group.
- Flash International:dispose de trois navires.
- Flash Transport.Possède 37 véhicules dont des bus ou des 4x4.
- Flash Yachting. Possède 4 yachts, servant pour la plongée sous-marine.
- Rossini Restaurants. Possède deux restaurants situés à Florence et au Caire.
- Phone & Go. Voyagiste s'adressant au marché italien.
- Flash Investment. Compagnie investissant dans des projets touristiques.
- Flash Airlines: compagnie aérienne à bas-coûts née en 2000. Elle possédait deux avions, immatriculés SU-ZCF et SU-ZCD. Elle ferme ses portes peu après l'accident aérien de Charm el-Cheikh impliquant le SU-ZCF. Voir aussi Vol Flash Airlines 604.

## Source
- http://www.flashtour.com

## Liens
- Le site du groupe
- Flash international
- Phone and Go.En italien.